# Rue d'Austerlitz

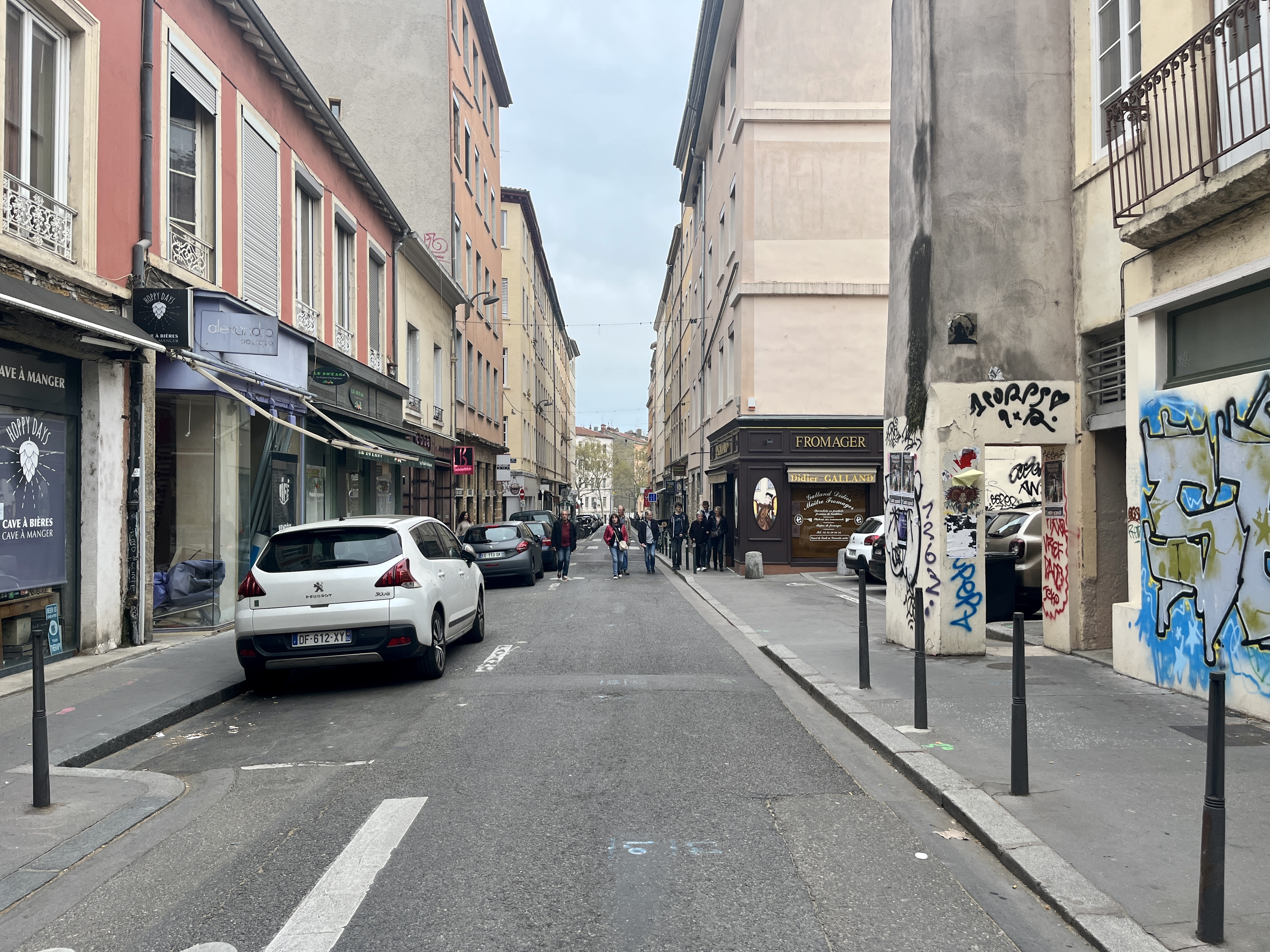
Rue d'Austerlitz

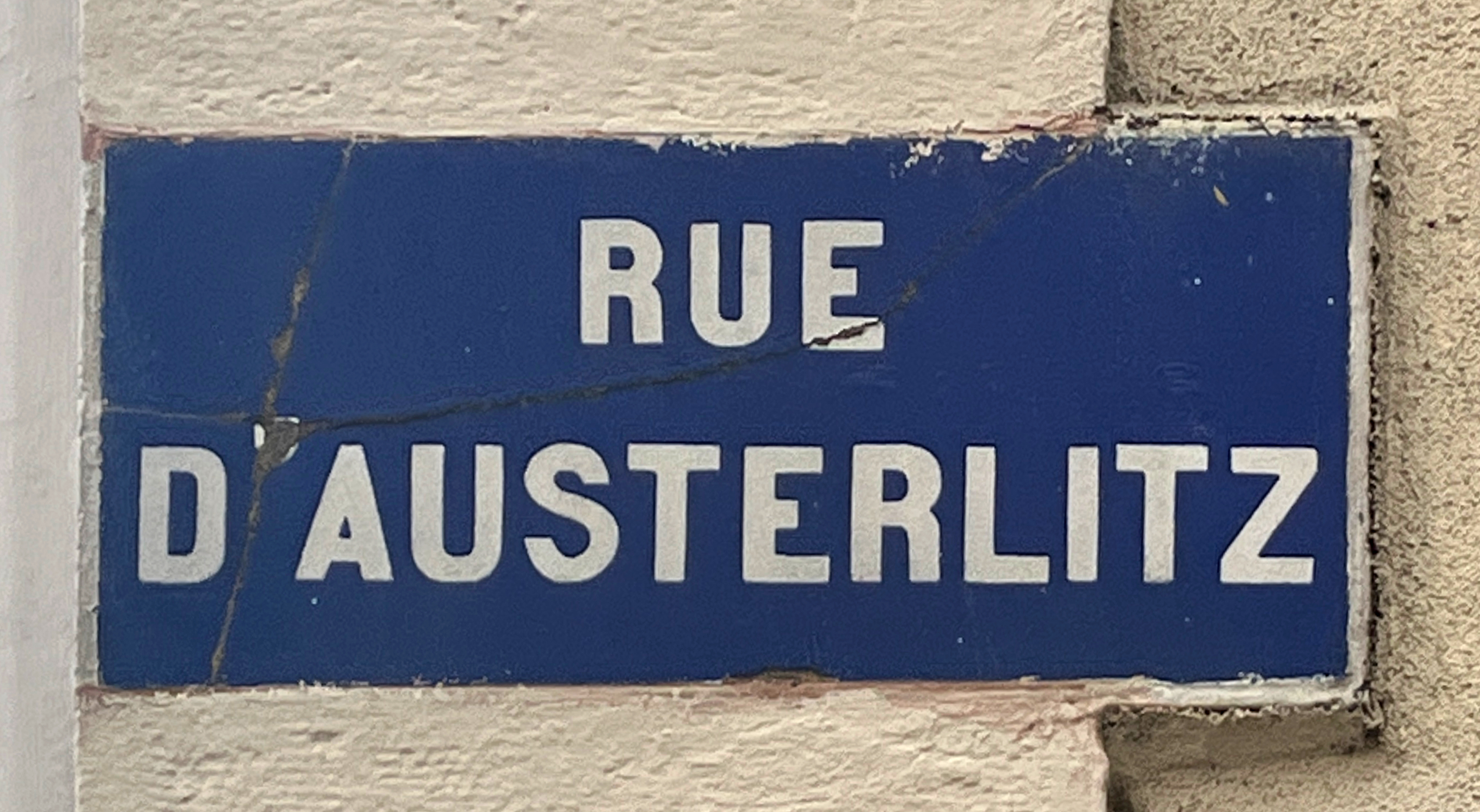

A Rue d'Austerlitz é uma rua no 4º arrondissement de Lyon, no bairro La Croix-Rousse. Começa na rue du Mail, na esquina da Place de la Croix-Rousse, atravessa a rue du Pavilion, a rue de Belfort e a rue Aimé Boussange e termina na Place Bellevue. Seu nome se refere à Batalha de Austerlitz, uma das maiores vitórias de Napoleão. Existem estações de metrô e velo'v.

## História
Próximo da rue Dumenge, a rue d'Austerlitz foi originalmente chamada de rue des Fossés porque corria ao longo das valas escavadas na base da velha muralha. Foi formada em 1812 durante a criação do "clos Dumenge" composto por edifícios ou oficinas especialmente concebidas para tecelões (as canuts). Os Voraces tinham sua sede no café da Mère Marshal em 1848, na esquina da rue du Mail. A rua acabou sendo chamada de rue d'Austrelitz depois de deliberação da Câmara Municipal em 4 de agosto de 1854, durante o Segundo Império.
Antigamente existia um ginásio militar e um espaço verde que ainda hoje existe na rua. Na verdade, foram cinco ruas que receberam o nome das vitórias das batalhas de Napoleão Bonaparte: Marengo, Lodi, Jena, Eylau e Austerlitz. Contudo, entre eles, somente a rue Austerlitz manteve o seu nome até hoje.